# Explorer 10
Explorer 10 byla americká vědecká družice, vypuštěná v roce 1961. Cílem byl výzkum magnetických polí a plazmatu v magnetosféře a prostoru mezi Zemí a Měsícem. Satelit byl vynesen raketou Delta-DM19 25. března 1961 a byl umístěn na silně eliptickou dráhu.
Družice byla válcovitého tvaru stabilizovaná rotací. Rychlost rotace byla 109 otáček za minutu, což odpovídá jedné otáčce za 0,548 sekundy. Dodávku elektrické energie zajišťovaly pouze baterie, které nebylo možno dobíjet a životnost družice tak byla velmi omezená. Data byla vysílána v reálném čase po dobu 52 hodin od startu, tedy pouze ve vzestupné fázi prvního oběhu. Přístrojové vybavení tvořil rubidiový magnetometr a dvě magnetické indukční sondy ke studiu magnetických polí. Indukční sondy byly umístěny na ramenech, vzdáleny 790 milimetrů od těla sondy, aby se předešlo možnému rušení způsobenému přítomností sondy. Pro měření plazmových polí byla na vrchu válcové části umístěna Faradayova plazmová sonda, která dokázala zaznamenávat protony s energiemi 0-5, 0-20, 0-80, 0-250, 0-800 a 0-2300 eV. Pozici Země, Slunce a Měsíce zjišťoval optický snímač polohy.